# Szew sitowo-łzowy
Szew sitowo-łzowy (łac. sutura ethmoidolacrimalis, sutura lacrimoethmoidalis) – szew czaszki łączący kość sitową z kością łzową.
U człowieka przebiega pionowo na przyśrodkowej ścianie oczodołu, łącząc przedni brzeg blaszki oczodołowej błędnika sitowego kości sitowej z brzegiem tylnym kości łzowej.